# Partido Moderado (Suecia)
El Partido Moderado oficialmente Partido de la Coalición Moderada (en sueco, Moderata samlingspartiet; M) comúnmente conocido como Los Moderados (en sueco: Moderaterna) es un partido político liberal conservador de Suecia. El partido generalmente apoya los recortes de impuestos, el libre mercado, las libertades civiles y el liberalismo económico. A nivel internacional, es miembro del pleno derecho de la Unión Internacional Demócrata y del Partido Popular Europeo.
El partido fue fundado en 1904 como la Liga Electoral General (en sueco: Allmänna valmansförbundet) por un grupo de conservadores del Riksdag, el parlamento sueco. El partido fue conocido de 1938-1952 como La Derecha (en sueco: Högern); y de 1952-1969 como el Partido de Derecha (en sueco: Högerpartiet). Durante este tiempo, el partido fue usualmente llamado como el Partido Conservador fuera de Suecia.
En sus inicios el partido ocupó puestos menores en gobiernos de centroderecha, y luego los moderados se convirtieron en el principal partido de oposición al Partido Socialdemócrata Sueco y desde entonces ambos partidos han dominado la política sueca. Después de las elecciones generales suecas de 1991, el líder del partido Carl Bildt formó un gobierno minoritario, la primera administración desde 1930 encabezada por un miembro del partido, que duró tres años. El partido regresó al gobierno bajo el líder y primer ministro, Fredrik Reinfeldt, después de las elecciones generales de 2006 y 2010. En 2010, el partido fue el principal miembro de la Alianza, una coalición de centroderecha, junto con el Partido del Centro (C), los Demócratas Cristianos (KD) y el Partido Popular Liberal (L), y obtuvo su mejor resultado con el 30,1%, a pesar de que la coalición no pudo obtener la mayoría.
El actual presidente del partido es Ulf Kristersson, fue elegido en un congreso especial del partido el 1 de octubre de 2017, tras la repentina renuncia de Anna Kinberg Batra, la cual había reemplazado a Reinfeldt que fue primer ministro de 2006 a 2014. Bajo el liderazgo de Reinfeldt, el partido se movió hacia el centro político. Bajo el liderazgo de Kristersson, el partido volvió a posicionarse más a la derecha y abrió conversaciones con los populistas de derecha, Demócratas de Suecia (SD) después de las elecciones generales suecas de 2018. Habiendo formado a finales de 2021 una alianza informal de derecha con SD y antiguos miembros de la Alianza que fue disuelta en 2019, KD y L, el bloque de derecha obtuvo una estrecha victoria en las elecciones generales suecas de 2022 y formaron gobierno con Kristersson como primer ministro.

## Historia

### Liga Electoral General (1904-1938)

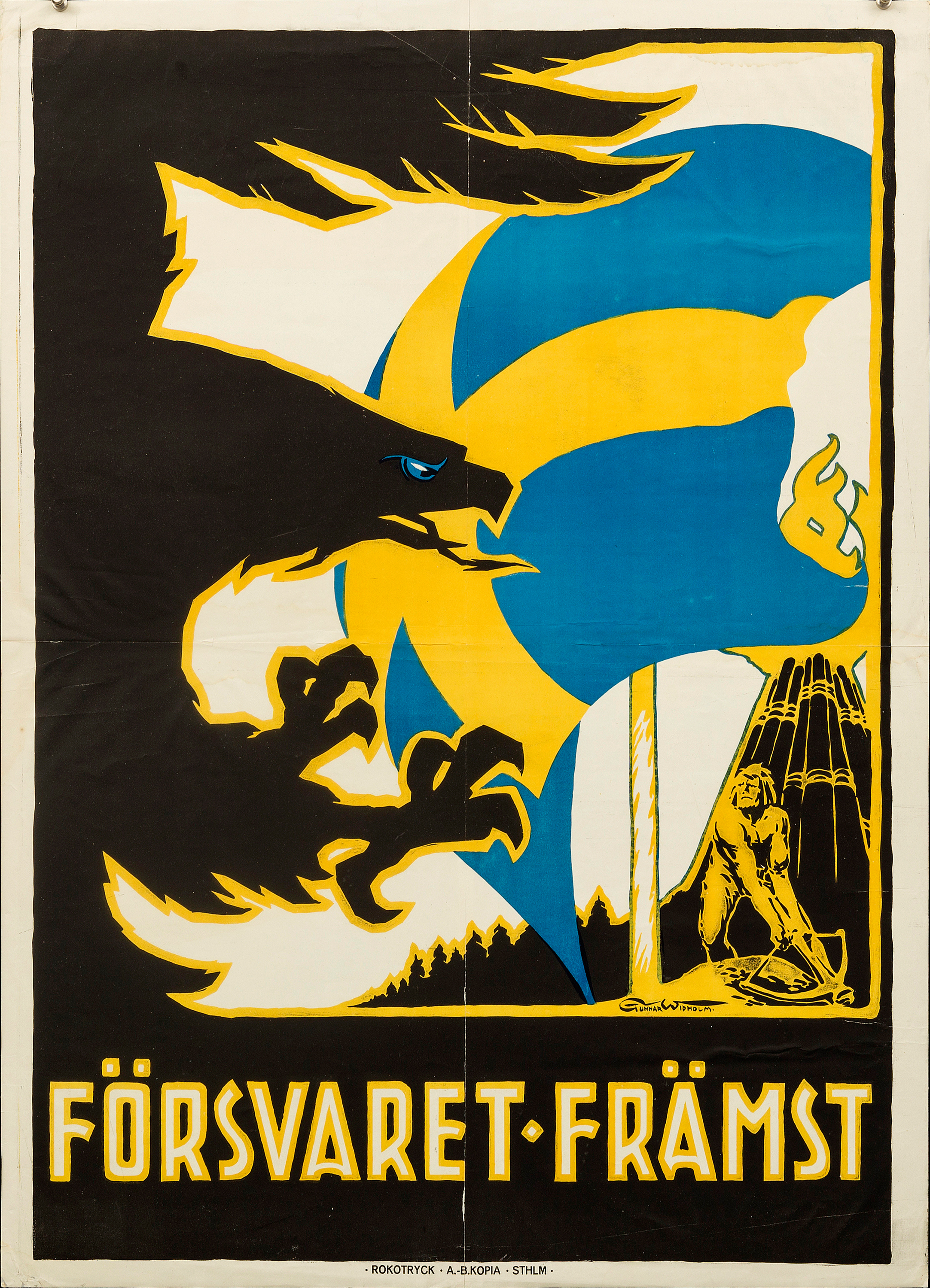
Un cartel electoral del partido en 1914 que indica que la defensa militar es lo primero

El partido fue fundado el 17 de octubre de 1904 en un restaurante llamado Runan en Estocolmo. La intención era iniciar una organización de campaña en apoyo del grupo de conservadores que había surgido en el Riksdag. Durante el siglo XIX los conservadores se habían organizado en el Riksdag, pero no había ningún partido que los apoyara. La derecha sueca también se vio amenazada por el ascenso del Partido Socialdemócrata Sueco (fundado en 1889) y los Liberales (1902). El partido se fundó con el nombre Liga Electoral General.
Al principio el partido era claramente nacionalista y firmemente conservador. Se subrayó la importancia de una defensa fuerte y otras instituciones sociales adoptadas por el partido fueron la monarquía y el estado de derecho. El partido mantuvo inicialmente una visión proteccionista hacia la economía; Los aranceles recibieron un amplio apoyo, así como medidas económicas intervencionistas, como los subsidios agrícolas. En la crisis de la política de defensa en 1914 que derrocó al gobierno liberal parlamentario, el partido se puso del lado del Rey Gustavo, pero no llegó a aceptar un gobierno de derecha por nombramiento real, optando en su lugar por un gabinete de guerra con independientes-conservadores bajo el liderazgo de Hjalmar Hammarskjöld que finalmente fue revocado a favor de un gobierno de coalición de mayoría liberal-socialdemócrata.
Arvid Lindman conocido como "El Almirante" se hizo influyente en el partido y sirvió dos periodos como primer ministro de Suecia, antes y después de la promulgación del sufragio universal. En 1907 propuso el sufragio universal masculino al parlamento y en 1912 Lindman fue elegido formalmente líder de su partido. Pero el partido votó en contra del sufragio universal y en contra del derecho de las mujeres a votar. Sin embargo el partido estaba en minoría lo que permitió que Suecia fue capaz de aprobar el derecho al voto para todos, impulsado por los Liberales y los Socialdemócratas. A pesar de no es uno de los fundadores del partido y no es un ideólogo prominente, Lindman y sus logros como líder a menudo son apreciados con gran importancia para los seguidores del partido. Su liderazgo estuvo marcado por una consolidación de la derecha sueca y por la transformación del partido en un movimiento político moderno y efectivo. Lindman fue un político muy pragmático, pero sin perder sus principios. Fue un formidable negociador y agente de paz. Por esto, fue ampliamente respetado, incluso por sus oponentes políticos y cuando renunció y abandonó el parlamento en 1935, el líder de los socialdemócratas, Per Albin Hansson, expresó su "sincero agradecimiento por las líneas de batalla".
Desde el comienzo del siglo XX, la socialdemocracia y el movimiento obrero se levantaron para reemplazar al liberalismo como la principal fuerza política para las reformas radicales. El Partido Moderado intensificó su oposición al socialismo durante el liderazgo de Lindman. Pero al mismo tiempo, los problemas sociales recientes ganaron una atención política significativa; Al apaciguar a la clase obrera, el partido también esperaba reducir la amenaza de las tendencias revolucionarias de izquierda. Durante los gobiernos liderados por Lindman, se hicieron varias reformas para el progreso social, y fue su primer gobierno el que inició la pensión pública estatal.

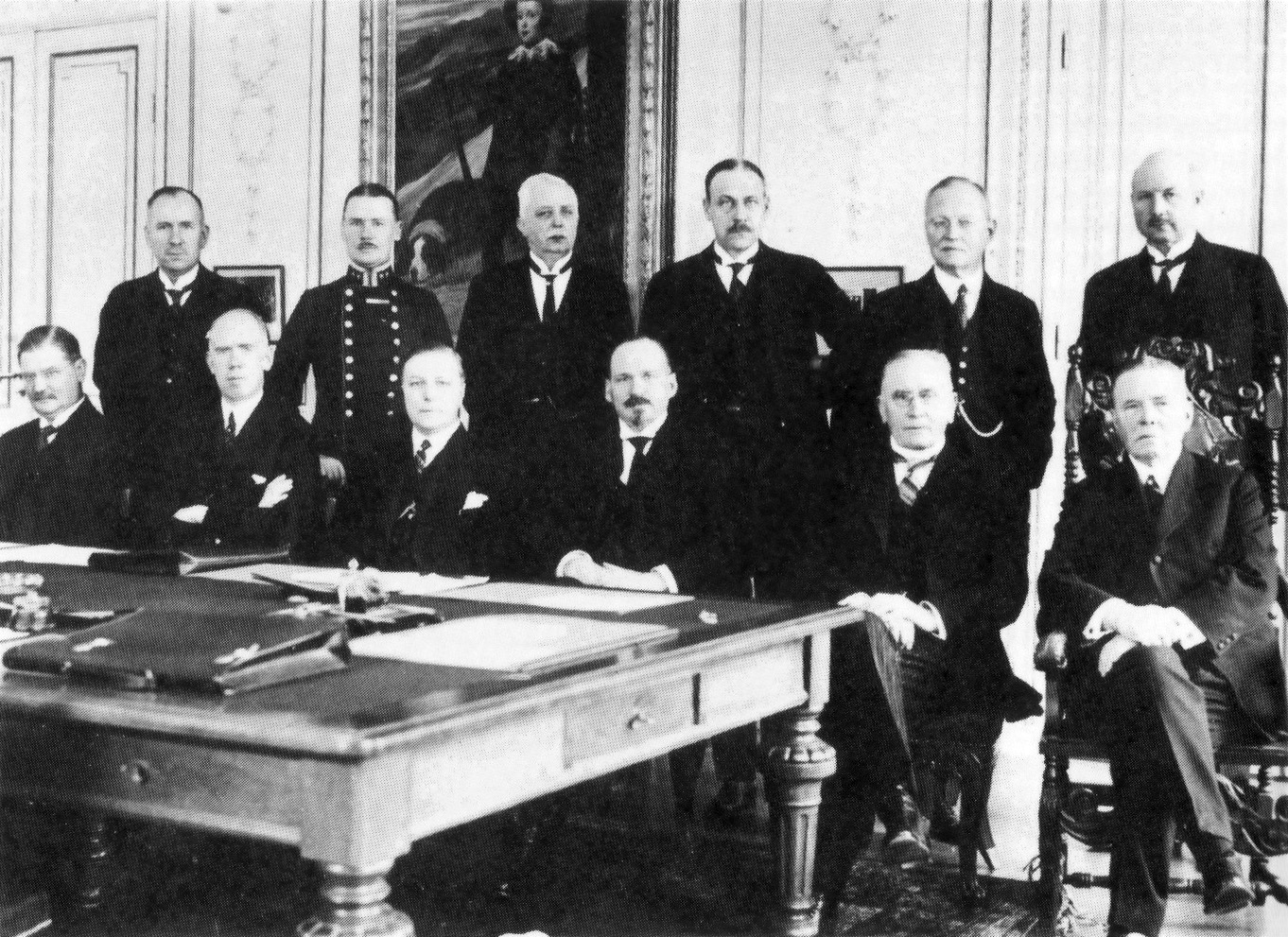
El segundo gabinete de Arvid Lindman en 1928

En la década de 1920, la derecha sueca comenzó lentamente a moverse hacia una visión de liberalismo clásico sobre cuestiones económicas, principalmente bajo la influencia del economista liberal Gustav Cassel, pero la recesión económica que siguió a la Gran Depresión frustró la posible transición liberal de su política económica. Antes de que eso ocurriera, el partido obtuvo su mayor éxito con el 29,4% en las elecciones generales de 1928, en un programa claramente antisocialista. El gobierno formado más tarde por el partido no aceptó el concepto de economía de mercado, sino que continuó con la política proteccionista con una generosa ayuda financiera. El gobierno también comenzó la regulación completa de la agricultura. Durante el período también se establecieron asociaciones de producción, con el objetivo de administrar los reglamentos y administrar monopolios sobre las importaciones. Todo esto hizo un control corporativo de la economía sueca sin igual desde la popularización del liberalismo a finales del siglo XIX. El gobierno de Lindman cayó en 1930 después de que los socialdemócratas y el Partido Popular de Mente Libre bloquearan una propuesta para aumentar los derechos de aduana sobre el grano.
La década de 1930 vio al partido en conflicto sobre cómo relacionarse con la creciente amenaza del nazismo y el fascismo. Su organización juvenil poco afiliada, la Liga Nacional de la Juventud de Suecia (en sueco: Sveriges Nationella Ungdomsförbund) era abiertamente pro-nazi y estableció grupos de combate uniformados para combatir a los enemigos políticos en las calles. Al partido no le gustó este desarrollo, con Lindman afirmando claramente que los puntos de vista pro-nazis no debían ser aceptados en el partido, y en 1933 la Liga Nacional de la Juventud se separó del partido. Mientras que el partido estableció una nueva liga juvenil, que llegó a llamarse Liga Juvenil Moderada o Los Jóvenes Suecos (actualmente la liga juvenil más grande de Suecia en términos de membresía), el núcleo de la antigua (a pesar de algunos distritos, como Young Swedes-Gothenburg uniéndose al nuevo) estableció su propio partido, la Liga Nacional de Suecia, que participó en las elecciones como un partido abiertamente pro-nazi. y ganó temporalmente representación parlamentaria en forma de tres diputados derechistas.

### Organización Nacional de la Derecha (1938-1952)

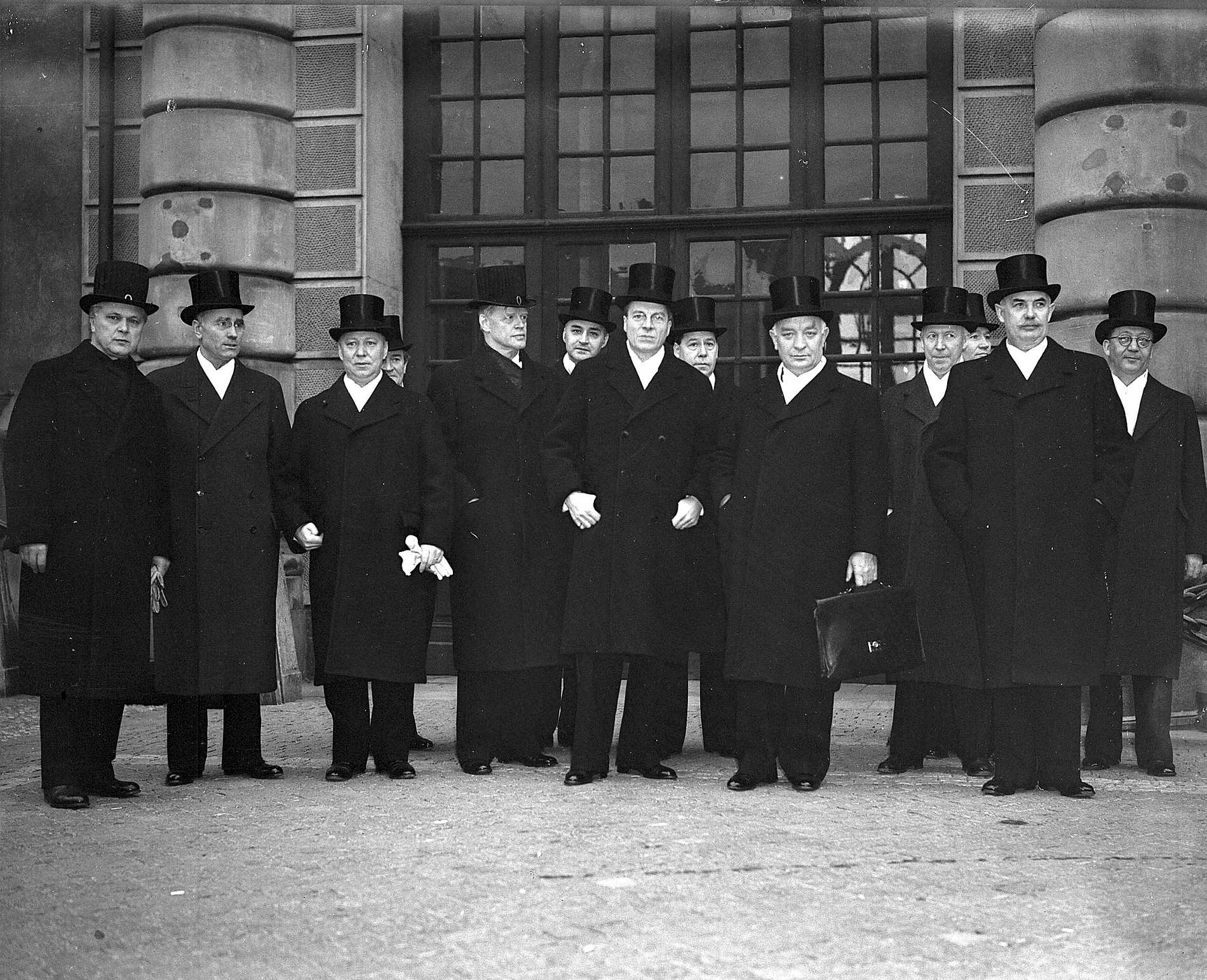
Tercer gabinete del socialdemócrata, Per Albin Hansson, que incluía ministros de la derecha

El partido participó en el tercer gabinete del socialdemócrata Per Albin Hansson durante la Segunda Guerra Mundial. Fue una gran coalición que incluía a todos los partidos principales, excluyendo solo al Partido Comunista y al Partido Socialista pro-nazi, ambos partidos eran miembros del parlamento en este momento.
En 1934 los socialdemócratas formaron un nuevo gobierno, y a excepción de la era de la Segunda Guerra Mundial, permanecerían en el poder hasta 1976. De haber sido un partido gobernante, la Liga Electoral General se convirtió en un bastión de la oposición de derecha, y en 1938 pasó a llamarse Organización Nacional de la Derecha, un nombre que permaneció hasta 1952. Fuera de Suecia, el partido se llamaba típicamente Partido Conservador. Después de la Segunda Guerra Mundial, el partido perdió gradualmente apoyo y los Liberales se convirtieron en el segundo partido después de los socialdemócratas.

### Partido de la Derecha (1952-1959)

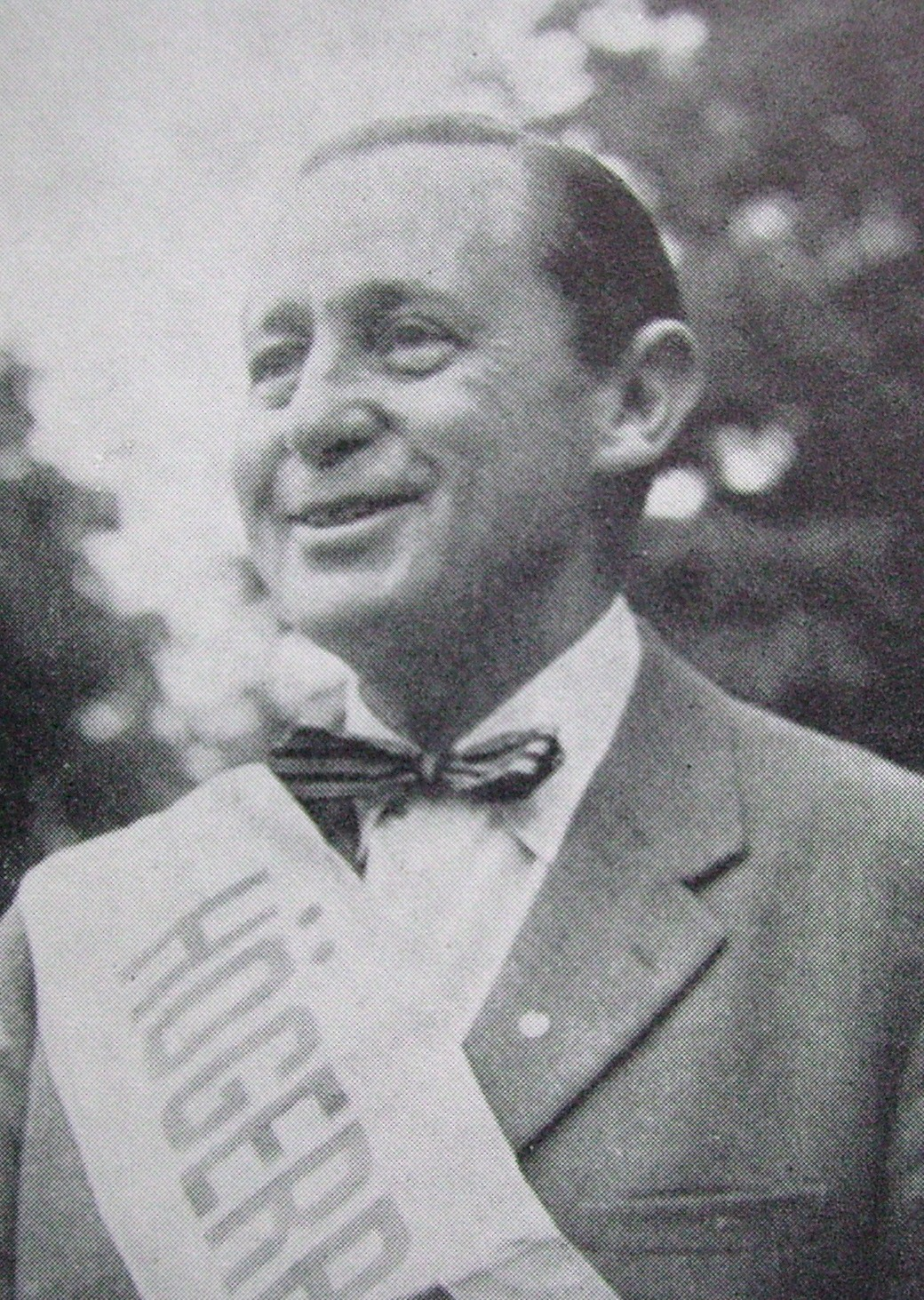
Jarl Hjalmarsson, líder del partido entre 1950 y 1961

A principios de la década de 1950, el partido resurgió después de ser renombrado como Partido de la Derecha; su nombre fuera de Suecia seguía siendo Partido Conservador. Bajo el liderazgo de Jarl Hjalmarson (1950-1961) el partido se convirtió en una voz importante contra los crecientes niveles de impuestos y un defensor de la propiedad privada, de lo que el partido veía como, las crecientes tendencias de centralización estatal.
El partido tuvo un éxito significativo en las elecciones durante la década de 1950 y se convirtió en el partido más grande de la oposición en 1958. Pero la siguiente década trajo cambios al clima político de Suecia. Las elecciones de 1968 dieron a los socialdemócratas una mayoría absoluta en el parlamento y el Partido de la Derecha se convirtió en el partido más pequeño de la oposición.

### Partido Moderado (desde 1969)

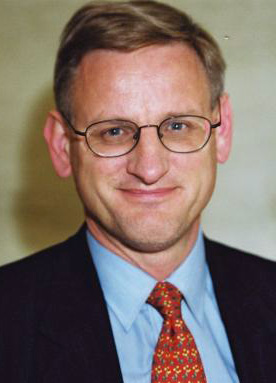
Carl Bildt, líder del partido entre 1986 y 1999

Para 1968, el dominio del Partido Socialdemócrata y el Partido Popular Liberal de 24 años de gobiernos consecutivos, llevó a los conservadores que continuaban en el bloque de oposición a buscar deshacerse de su imagen ultraconservadora, y en 1969, el partido cambió su nombre al Partido de la Coalición Moderada o simplemente el Partido Moderado.
En 1970, Gösta Bohman fue elegido líder del Partido Moderado. Durante su liderazgo, el partido continuó su movimiento gradual del conservadurismo tradicionalista nacionalista hacia el conservadurismo liberal internacionalista y en la práctica adoptando la mayoría de las políticas afiliadas al liberalismo clásico. También adoptó una perspectiva mucho más liberalista social, que fue vista como un factor clave en la fundación de la Reunión Demócrata Cristiana en 1964, un partido socialmente conservador. Bohman demostró ser un líder exitoso y ayudó a llevar a la oposición no socialista a la victoria en las elecciones de 1976.
El Partido Moderado se unió al gobierno del Partido del Centro, de Thorbjörn Fälldin, con Gösta Bohman como ministro de Economía. Los partidos no socialistas lograron mantenerse en el poder hasta 1982 en diferentes constelaciones, pero las elecciones de 1979 volvieron a hacer que el Partido Moderado se convirtiera en el segundo partido después de los socialdemócratas, una posición que ha mantuvo desde entonces, hasta 2022. Gösta Bohman fue reemplazado en 1981 por Ulf Adelsohn.
En 1986, Carl Bildt fue elegido líder del partido. Yerno de Bohman, logró llevar al partido a una victoria electoral en 1991. El Partido Moderado lideró una coalición de centroderecha entre 1991 y 1994, con Bildt sirviendo como el primer primer ministro conservador en años, desde Arvid Lindman en 1930. El gabinete de Bildt hizo mucho para reformar el gobierno sueco: redujeron los impuestos, recortaron el gasto público, introdujeron escuelas vales, hicieron posible que los condados privatizaran la atención médica, liberalizaron los mercados de telecomunicaciones y energía, y privatizaron las antiguas empresas públicas. También finalizaron las negociaciones para la adhesión a la Unión Europea.
El partido ganó votos en la elecciones de 1994, pero la coalición gobernante perdió su mayoría. Mientras que Bildt permaneció como líder del Partido Moderado, sin poder unirse el Partido Verde, los partidos no socialistas tampoco pudieron regresar al gobierno después de las elecciones de 1998. Bo Lundgren lo reemplazó y lideró el partido en las desastrosas elecciones generales de 2002, en gran parte debido a sus supuestas posturas neoliberales, por las cuales Lundgren continúa recibiendo elogios de los miembros más jóvenes. El exjefe de la Juventud Moderada Fredrik Reinfeldt fue elegido como el nuevo líder del partido en 2003.
Antes de las elecciones generales de 2006, el Partido Moderado ajustó su posición en el espectro político, moviéndose hacia el centroderecha. Esto ha incluido el enfoque en medidas proactivas contra el desempleo, impuestos más bajos combinados con reformas para fortalecer el estado de bienestar sueco. El Partido Moderado ha utilizado desde 2006 el lema "El Partido de los Trabajadores Suecos", un eslogan anteriormente sinónimo de los socialdemócratas.

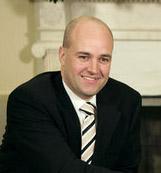
Fredrik Reinfeldt, líder del partido entre 2003 y 2015

En las elecciones generales de 2006, el Partido Moderado obtuvo su mejor resultado desde 1928 con el 26,2% de los votos. El Partido Moderado había formado la Alianza por Suecia, una alianza política y electoral, junto con el Partido del Centro, el Partido Popular Liberal y los Demócratas Cristianos antes de estas elecciones. Después de las elecciones, la Alianza por Suecia fue capaz de formar un gobierno de coalición. El líder del partido Fredrik Reinfeldt asumió el cargo de primer ministro de Suecia el 6 de octubre de 2006 junto con su gabinete. En las elecciones generales de 2010, el Partido Moderado obtuvo otro de sus mejores resultados en su historia, desde la introducción del sufragio universal en 1919, con el 30,1% de los votos. Sin embargo, los partidos menores en la Alianza tuvieron un desempeño relativamente menor, y el gabinete de Reinfeldt continuó en el cargo como un gobierno minoritario. Reinfeldt fue el primer ministro no socialdemócrata con más años de servicio desde Erik Gustaf Boström, quien dejó el cargo en 1900.
En las elecciones europeas de 2014, el Partido Moderado quedó en tercer lugar a nivel nacional con el 13,6% de los votos, perdiendo 3 eurodiputados. En las elecciones generales de 2014, la coalición roji-verde superó a la Alianza de Reinfeldt, lo que provocó su renuncia. El socialdemócrata Stefan Löfven fue nombrado primer ministro el 3 de octubre de 2014. El Partido Moderado se desempeñó razonablemente bien también en las elecciones de 2014, convirtiendo a Reinfeldt en uno de sus líderes más exitoso con 3 de sus 4 mejores resultados electorales desde 1932. Anna Kinberg Batra fue elegida para suceder a Reinfeldt como líder del partido el 10 de enero de 2015. Y Ulf Kristersson sucedió a Kinberg-Batra el 1 de octubre de 2017.
El Partido Moderado obtuvo su peor resultado electoral desde 2002 en las elecciones generales de 2018. Kristersson anunció que el partido crearía un nuevo modelo en el Congreso del Partido Moderado el 5 de abril de 2019. El partido también presentó su nuevo logotipo, el antiguo logotipo de M que se utilizó entre 1972 y 2006 fue adoptado nuevamente. El cambio en el logotipo fue visto por los analistas como una forma de mostrar que el partido rompe con las políticas de Reinfeldt.
Kristersson llevó a cabo una reunión en diciembre de 2019 con Jimmie Åkesson, líder del partido populista de derecha, Demócratas de Suecia (SD) y dijo que cooperaría con ellos en el parlamento. SD es un partido antiinmigración y había sido previamente excluido por parte de todos los demás partidos, y el propio Kristersson descartó el diálogo con ellos antes de las elecciones de 2018. Según analístas esto puso a Suecia en línea con varios otros países europeos en los que cooperan partidos de centroderecha y derecha radical.
En las elecciones de 2022, M y sus aliados de derecha política obtuvieron una estrecha victoria, lo que provocó con la formación del denominado Acuerdo de Tidö, que condujo a la formación del Gabinete Kristersson como gobierno de Suecia. El 18 de octubre de 2022, Kristersson se convirtió en el nuevo primer ministro de Suecia. Los moderados formaron una coalición de centroderecha con los Demócratas Cristianos y los Liberales. El gobierno fue respaldado por los Demócratas de Suecia, que superaron a los Moderados en escaños y se convirtió en el mayor partido de derecha de Suecia.

## Ideología
El Partido Moderado afirma que su ideología es una mezcla de liberalismo y conservadurismo, y corresponde a lo que se denomina conservadurismo liberal. Como es común en los partidos conservadores y de centroderecha europeos, el término liberalismo en Suecia se refiere al significado tradicional del liberalismo clásico en lugar del progresismo o el socioliberalismo en países como Canadá o Estados Unidos.
El partido apoya los mercados libres y la libertad personal e históricamente ha sido la fuerza esencial para la privatización, la desregulación, la reducción de las tasas impositivas y la reducción de la tasa de crecimiento del sector público. Otros temas que destaca el partido son como las acciones contra los delitos violentos y los delitos sexuales, el aumento y promoción del valor del trabajo y la calidad en el sistema educativo. El partido apoya el matrimonio entre personas del mismo sexo en Suecia y la membresía de Suecia en la Unión Europea. El Partido Moderado se considera a sí mismo como un partido de "derecha verde".
El partido hizo campaña para cambiar la moneda al euro en el referéndum de 2003. A partir de 2013, el partido todavía estaba a favor del euro, pero expresó que el tema de la pertenencia a la Unión Económica y Monetaria de la Unión Europea y la eurozona no sería relevante hasta que los Estados miembros hayan cumplido con ciertos requisitos estrictos establecidos por el partido con respecto a los déficits presupuestarios.
Después de que Fredrik Reinfeldt se convirtió en líder, el partido se movió lentamente hacia el centro político y también adoptó puntos de vista pragmáticos. El partido abandonó varias de sus antiguas características clave, como un impuesto sobre la renta proporcional y un mayor gasto militar. La crítica a las leyes laborales, su antigua característica que era neoliberal, se cambió hacia la conservación del modelo sueco y una cuidadosa adopción del equilibrio en el mercado laboral.
Con el ascenso de Anna Kinberg Batra como líder del partido, el partido ajustó su posición en el espectro político y retrocedió hacia la derecha política. El partido abandonó su anterior postura liberal sobre la inmigración, manifestada notablemente por el discurso de verano de Fredrik Reinfeldt en 2014 en el que hizo un llamado a "corazones abiertos" para hacer frente a las oleadas migratorias esperadas. El partido apoya los controles fronterizos y reglas más estrictas para los inmigrantes, incluidos permisos de residencia temporal, requisitos más estrictos para la reunificación familiar y recortes en los beneficios sociales. Los valores suecos fueron un tema recurrente en el discurso de Anna Kindberg Batra en la Semana Almedalenen 2016, y dijo que los inmigrantes deberían esforzarse por aprender el idioma sueco y participar de la orientación social sueca, o correr el riesgo de obtener beneficios reducidos y más difícil obtener permisos de residencia permanente. Desde 2015, el partido ha asumido su demanda de un mayor gasto militar y ha apoyado la reintroducción del servicio militar obligatorio, desactivado en Suecia bajo Fredrik Reinfeldt en 2010.
El partido está a favor de la membresía de Suecia en la OTAN y apoyó la solicitud de membresía de Suecia. El partido expresó su deseo de que se solicite la membresía junto con Finlandia, que es lo que sucedió en mayo de 2022.

## Resultados electorales

### Elecciones generales
|  | 25,3 % |

|  | 28,5 % |

|  | 21,2 % |

|  | 27,7 % |

|  | 26,7 % |

|  | 24,7 % |

|  | 27,9 % |

|  | 25,8 % |

|  | 26,1 % |

|  | 29,4 % |

|  | 23,5 % |

|  | 17,6 % |

|  | 18,0 % |

|  | 15,8 % |

|  | 12,3 % |

|  | 14,4 % |

|  | 17,1 % |

|  | 19,5 % |

|  | 16,6 % |

|  | 13,7 % |

|  | 12,9 % |

|  | 11,5 % |

|  | 14,3 % |

|  | 15,6 % |

|  | 20,3 % |

|  | 23,6 % |

|  | 21,3 % |

|  | 18,3 % |

|  | 21,9 % |

|  | 22,4 % |

|  | 22,9 % |

|  | 15,2 % |

|  | 26,2 % |

|  | 30,1 % |

|  | 23,3 % |

|  | 19,8 % |

|  | 19,1 % |

### Parlamento Europeo
|  | 23.2 % |

|  | 20.7 % |

|  | 18.3 % |

|  | 18.8 % |

|  | 13.7 % |

|  | 16.8 % |

|  | 17.53 % |

## Líderes

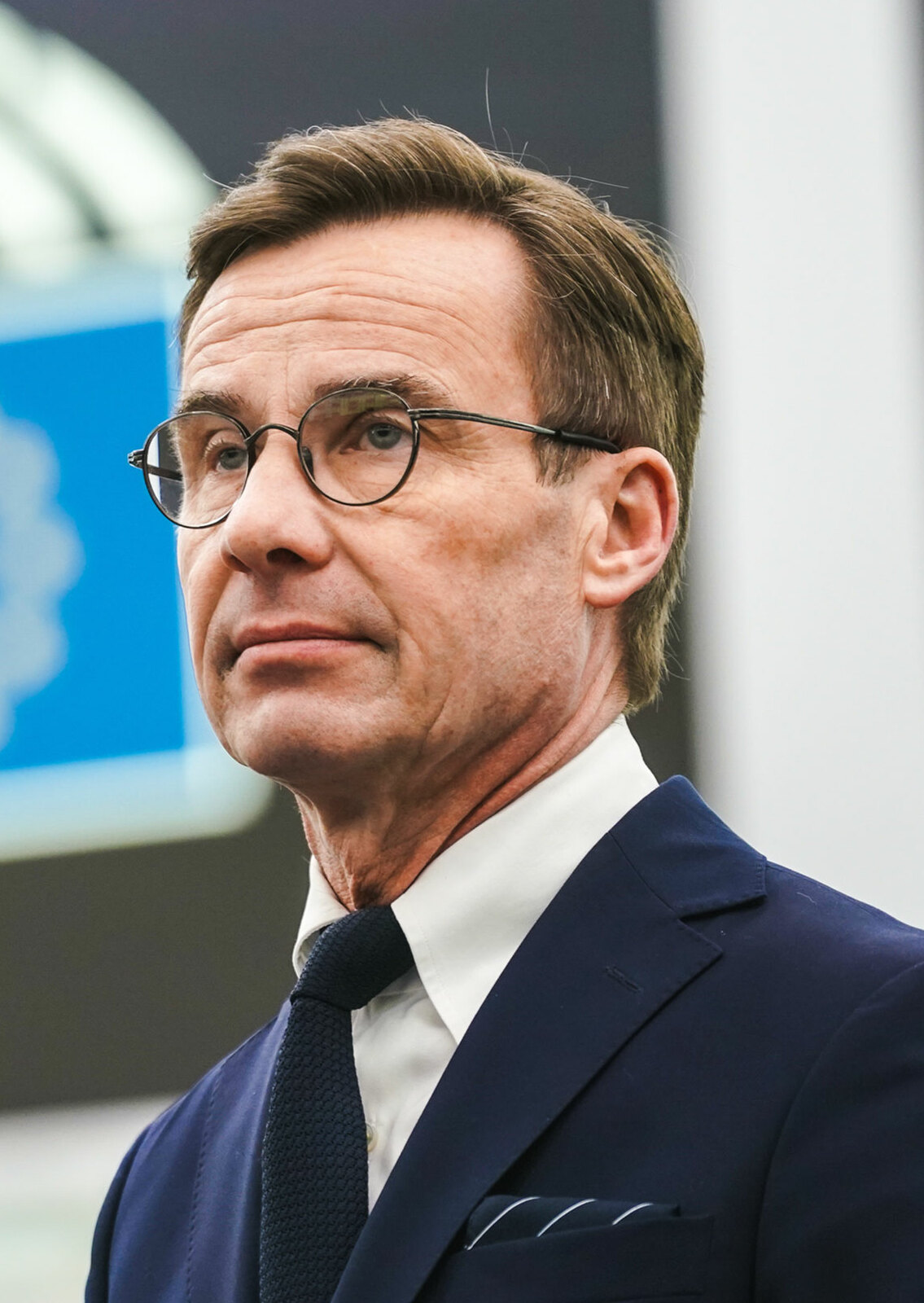
Ulf Kristersson, actual líder del partido

- Fredrik Östberg (1904-1905)
- Axel Svedelius (1905-1906)
- Hugo Tamm (1907)
- Fredrik Östberg (1908-1912)
- Arvid Lindman (1912-1935)
- Gösta Bagge (1935-1944)
- Fritiof Domö (1944-1950)
- Jarl Hjalmarson (1950-1961)
- Gunnar Heckscher (1961-1965)
- Yngve Holmberg (1965-1970)
- Gösta Bohman (1970-1981)
- Ulf Adelsohn (1981-1986)
- Carl Bildt (1986-1999)
- Bo Lundgren (1999-2003)
- Fredrik Reinfeldt (2003-2014)
- Anna Kinberg Batra (2014- 2017)
- Ulf Kristersson (Desde 2017)